# Le Miroir magique (film, 2005)
Pour les articles homonymes, voir Le Miroir magique (homonymie).
Pour plus de détails, voir Fiche technique et Distribution.
Le Miroir magique (Espelho Mágico) est un film portugais réalisé par Manoel de Oliveira, sorti en 2005. C'est l'adaptation du roman A Alma dos Ricos d'Agustina Bessa-Luís.

## Synopsis
Luciano va sortir de prison pour un crime qu'il n'a pas commis. Son frère lui permet de trouver un emploi chez Alfreda, une riche propriétaire d'une villa somptueuse. Cette femme dans ce faste et cette vastitude est en fait en perdition psychologique : cet état tourne à l'obsession d'une croyance pour la Vierge qu'elle aimerait voir apparaître, entendre, comme si nos miroirs pouvaient devenir magiques en nous offrant une réalité supplémentaire. Ou quand la croyance et l'absolu se sondent, se mirent, s'épuisent.

## Fiche technique
- Titre : Le Miroir magique
- Titre original : Espelho Mágico
- Réalisation : Manoel de Oliveira
- Scénario : Manoel de Oliveira d'après Agustina Bessa-Luís
- Photographie : Renato Berta
- Montage : Valérie Loiseleux
- Production : Miguel Cadilhe
- Pays d'origine : Portugal
- Format : Couleurs - 1,66:1 - Dolby Digital - 35 mm
- Genre : Drame
- Durée : 137 minutes
- Date de sortie : 2005

## Distribution
- Leonor Silveira : Alfreda
- Ricardo Trêpa : José Luciano / Touro Azul
- Luís Miguel Cintra : Filipe Quinta
- Leonor Baldaque : Vicenta / Abril
- Glória de Matos : infirmière Hilda
- Isabel Ruth : Celsa Adelaide
- Adelaide Teixeira : Queta
- Diogo Dória : enquêteur de police
- José Wallenstein : Américo
- Maestro Atalaya : professeur Oboé
- P. João Marques : prêtre Feliciano
- Marisa Paredes : nonne
- Michel Piccoli : professeur Heschel
- Lima Duarte : prêtre Clodel
- Eugénia Cunha : Costureira